# Luci Corneli Sul·la Fèlix
Luci Corneli Sul·la Fèlix (en llatí Lucius Cornelius P. F. P. N. Sulla Felix) va ser un magistrat romà. Era fill de Luci Corneli Sul·la (cònsol 5 aC).
Va ser elegit cònsol l'any 33 en el regnat de Tiberi, juntament amb Servi Sulpici Galba. És probablement el mateix "L. Sulla, nobilis juvenis" que menciona Tàcit l'any 21 i el L. Sulla que vivia, ja vell, en temps de l'emperador Claudi i menciona Dió Cassi. L'any 52, en el regnat de Claudi, apareix un Luci Corneli Sul·la com a cònsol sufecte, però no se sap si era ell mateix o potser el seu fill.